# Сільвер-Крік (Нью-Йорк)
Сільвер-Крік (англ. Silver Creek) — селище (англ. village) в США, в окрузі Чотоква штату Нью-Йорк. Населення — 2617 осіб (2020). Назване на честь річки (від англ. silver — срібний та англ. creek — струмок).
Розташоване на березі озера Ері.

## Географія
Сільвер-Крік розташований за координатами 42°32′33″ пн. ш. 79°10′4″ зх. д. / 42.54250° пн. ш. 79.16778° зх. д. (42.542598, -79.167645). За даними Бюро перепису населення США в 2010 році селище мало площу 3,00 км², уся площа — суходіл.

### Клімат
| Клімат : Сільвер-Крік   | Клімат : Сільвер-Крік | Клімат : Сільвер-Крік | Клімат : Сільвер-Крік | Клімат : Сільвер-Крік | Клімат : Сільвер-Крік | Клімат : Сільвер-Крік | Клімат : Сільвер-Крік | Клімат : Сільвер-Крік | Клімат : Сільвер-Крік | Клімат : Сільвер-Крік | Клімат : Сільвер-Крік | Клімат : Сільвер-Крік | Клімат : Сільвер-Крік |
| Показник                | Січ.                  | Лют.                  | Бер.                  | Квіт.                 | Трав.                 | Черв.                 | Лип.                  | Серп.                 | Вер.                  | Жовт.                 | Лист.                 | Груд.                 | Рік                   |
| Абсолютний максимум, °C | 22,8                  | 22,8                  | 27,8                  | 32,8                  | 32,2                  | 35,0                  | 36,7                  | 36,7                  | 36,1                  | 32,8                  | 27,8                  | 23,3                  | 36,7                  |
| Середній максимум, °C   | 0,0                   | 1,7                   | 6,7                   | 12,8                  | 19,4                  | 24,4                  | 26,7                  | 25,6                  | 22,2                  | 16,1                  | 9,4                   | 2,8                   | 14,0                  |
| Середній мінімум, °C    | −7,2                  | −7,2                  | −2,8                  | 2,8                   | 8,9                   | 13,9                  | 16,7                  | 16,1                  | 12,2                  | 6,7                   | 1,7                   | −3,9                  | 4,9                   |
| Абсолютний мінімум, °C  | −27,2                 | −32,2                 | −23,3                 | −12,2                 | −2,8                  | 1,7                   | 6,1                   | 2,8                   | 0,0                   | −6,1                  | −13,9                 | −22,8                 | −32,2                 |
| Норма опадів, мм        | 65                    | 54                    | 70                    | 84                    | 84                    | 100                   | 96                    | 98                    | 123                   | 103                   | 106                   | 86                    | 1069                  |
| ----------------------- | --------------------- | --------------------- | --------------------- | --------------------- | --------------------- | --------------------- | --------------------- | --------------------- | --------------------- | --------------------- | --------------------- | --------------------- | --------------------- |
| Джерело:                |                       |                       |                       |                       |                       |                       |                       |                       |                       |                       |                       |                       |                       |

## Демографія
Згідно з переписом 2010 року, у селищі мешкало 2656 осіб у 1048 домогосподарствах у складі 718 родин. Густота населення становила 884 особи/км². Було 1174 помешкання (391/км²).
Расовий склад населення:
| - 94,2 % — білих - 1,8 % — корінних американців - 0,9 % — чорних або афроамериканців - 0,5 % — азіатів |

До двох чи більше рас належало 1,8 %. Частка іспаномовних становила 2,8 % від усіх жителів.
За віковим діапазоном населення розподілялося таким чином: 25,2 % — особи молодші 18 років, 61,8 % — особи у віці 18—64 років, 13,0 % — особи у віці 65 років та старші. Медіана віку мешканця становила 37,7 року. На 100 осіб жіночої статі у селищі припадало 95,9 чоловіків; на 100 жінок у віці від 18 років та старших — 90,6 чоловіків також старших 18 років.
Середній дохід на одне домашнє господарство становив 52 906 доларів США (медіана — 45 089), а середній дохід на одну сім'ю — 60 307 доларів (медіана — 54 420). Медіана доходів становила 55 625 доларів для чоловіків та 32 917 доларів для жінок. За межею бідності перебувало 20,4 % осіб, у тому числі 30,5 % дітей у віці до 18 років та 8,5 % осіб у віці 65 років та старших.
Цивільне працевлаштоване населення становило 1134 особи. Основні галузі зайнятості: освіта, охорона здоров'я та соціальна допомога — 24,4 %, виробництво — 14,6 %, мистецтво, розваги та відпочинок — 13,6 %.